# Kaple Nejsvětější Trojice (Svor)
Kaple Nejsvětější Trojice je v obci Svor nedaleko Nového Boru v okrese Česká Lípa. Kaple z roku 1788 je chráněna jako kulturní památka České republiky.

## Historie
Původně srubová kaple z roku 1745 byla v roce 1788 přestavěna jako zděná stavba v pozdně barokním slohu s věžičkou a mansardovou střechou.

## Současnost
Kaple je v evidenci Římskokatolické farnosti v Cvikově. Bohoslužby jsou slouženy zpravidla dvakrát za měsíc. V řadě turistických průvodců je kaple uváděna jako kostel.